# Hisashi Kato
Hisashi Kato (加藤 久, Kato Hisashi, Rifu, 24 april 1956) is een Japans voormalig voetballer die als verdediger speelde.

## Clubcarrière
In 1975 ging Kato naar de Waseda-universiteit, waar hij in het schoolteam voetbalde. Nadat hij in 1980 afstudeerde, ging Kato spelen voor Yomiuri, de voorloper van Verdy Kawasaki. Met deze club werd hij in 1983, 1984, 1986/87, 1990/91 en 1991/92 kampioen van Japan. In 12 jaar speelde hij er 216 competitiewedstrijden en scoorde 11 goals. Hij tekende in 1993 bij Shimizu S-Pulse. Hij tekende in 1994 bij Verdy Kawasaki. Met deze club werd hij in 1994 kampioen van Japan. Kato beëindigde zijn spelersloopbaan in 1994.

## Japans voetbalelftal
Hisashi Kato debuteerde in 1978 in het Japans nationaal elftal en speelde 61 interlands, waarin hij 6 keer scoorde.

## Statistieken
| Japans voetbalelftal | Japans voetbalelftal | Japans voetbalelftal |
| Jaar                 | Wed.                 | Dlp.                 |
| -------------------- | -------------------- | -------------------- |
| 1978                 | 5                    | 1                    |
| 1979                 | 0                    | 0                    |
| 1980                 | 3                    | 0                    |
| 1981                 | 8                    | 1                    |
| 1982                 | 8                    | 0                    |
| 1983                 | 7                    | 1                    |
| 1984                 | 6                    | 1                    |
| 1985                 | 8                    | 0                    |
| 1986                 | 5                    | 0                    |
| 1987                 | 11                   | 2                    |
| Totaal               | 61                   | 6                    |